# El legado andalusí
El legado andalusí es una fundación cultural pública de la Junta de Andalucía, que tiene como objetivo la puesta en valor y difusión del patrimonio cultural del período hispano-musulmán.
La fundación se creó el 22 de marzo de 1999 y desde entonces se encuentra adscrita a la Consejería de Cultura de la Junta de Andalucía y cuenta con el apoyo de la Unesco y el Consejo de Europa, entre otras instituciones públicas y privadas. La fundación tiene su sede en el Corral del Carbón, una alhóndiga del siglo XIV de la ciudad de Granada.
Los principales objetivos de El legado andalusí son fomentar el conocimiento mutuo entre los países de la cuenca mediterránea mediante la creación de itinerarios culturales y estrechar las relaciones entre estos países mediante el impulso de acuerdos de cooperación.

## Rutas de El legado andalusí

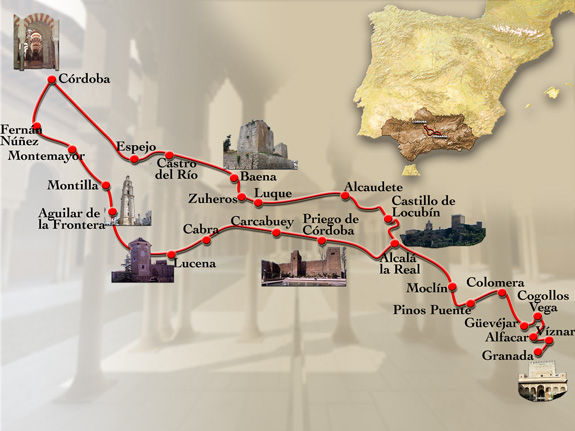
Mapa de la Ruta del Califato; una de los itinerarios de la Fundación que va desde Córdoba a Granada.

Las Rutas de El legado andalusí son caminos históricos tradicionales o recorridos por antiguos viajeros que se proponen fortalecer la oferta de turismo de interior de la comunidad andaluza. Las amplias potencialidades andaluzas basadas en recursos históricos, culturales y paisajísticos se concretan en la creación de esta red de ruta que pretende dar a conocer poblaciones y otros lugares de interés que, por diversas razones (monumentos, situación, referencias históricas, literarias o legendarias) están ligadas a la civilización andalusí. El legado andalusí se plantea como meta primordial convertir estas rutas en motores de desarrollo de las zonas que figuran en los trazados a través de la puesta en marcha de una infraestructura en el sector servicios referida ala hostelería, ocio o transporte lo que también conlleva la creación de puestos de trabajo. Las rutas son las siguientes:
- Ruta del Califato: Córdoba-Madinat al-Zahra-Espejo-Castro del Río-Baena-Zuheros-Luque-Fernán Núñez-Montemayor-Montilla-Aguilar de la Frontera-Lucena-Cabra-Priego de Córdoba-Alcaudete-Castillo de Locubín-Carcabuey-Alcalá la Real-Moclín-Colomera-Pinos Puente-Güevéjar-Cogollos Vega-Alfacar-Víznar-Granada.[3]
- Ruta de Washington Irving:  Moguer-Palos de la Frontera-Villarrasa-Niebla-La Palma del Condado-Villalba del Alcor-Sanlúcar la Mayor-Sevilla-Alcalá de Guadaira-Carmona-Écija-Marchena-Arahal-Osuna-Estepa-La Roda de Andalucía-Fuente de Piedra-Humilladero-Mollina-Antequera-Archidona-Loja-Huétor Tájar-Moraleda de Zafayona-Alhama de Granada-Montefrío-Íllora-Fuente Vaqueros-Chauchina-Santa Fe-Granada. [4]
- Ruta de los Nazaríes: Navas de Tolosa-La Carolina-Baños de la Encina-Bailén-Mengíbar-Andújar-Arjona-Porcuna-Torredonjimeno-Martos-Torredelcampo-Linares-Úbeda-Baeza-Jódar-Jimena-Mancha Real-Jaén-La Guardia-Cambil-Huelma-Guadahortuna-Píñar-Iznalloz-Deifontes-Albolote-Maracena-Granada.[5]
- Ruta de los almorávides y almohades: Tarifa-Algeciras-Castellar de la Frontera-Jimena de la Frontera-Casares-Gaucín-Algatocín-Benalauría-Bendalid-Atajate-Alcalá de los Gazules-Medina Sidonia-Cádiz-Puerto de Sta. María-Jerez de la Frontera-Arcos de la Frontera-Grazalema-Zahara de la Sierra-Algodonales-Olvera-Setenil-Ronda-Teba-Campillos-Vélez Málaga—Alcaucín-Zafarraya-La Malahá-Las Gabias-Granada.[6]
- Ruta de las Alpujarras: Almería–Benahadux-Alhama de Almería–Laujar de Andarax–Ugíjar–Válor–Juviles–Trevélez–Pitres–Pórtugos-Capileira–Pampaneira–Bubión– Cádiar–Torvizcón–Órgiva–Lanjarón–Dúrcal–Villa de Otura–Dílar–Gójar–La Zubia–Cájar–Huétor Vega–Granada.
- Ruta de Ibn al-Jatib: Murcia-Alcantarilla-Librilla-Alhama de Murcia–Totana-Aledo-Lorca-Puerto Lumbreras-Vélez Rubio-Vélez Blanco-María-Puebla de Don Fadrique-Huéscar-Castril-Galera-Orce-Cúllar-Huércal Overa-Arboleas-Albox-Cantoria-Fines-Olula del Río-Macael-Purchena-Tíjola-Serón-Caniles-Baza-Gor-Guadix-Purullena-Lopera-Diezma-Huétor Santillán-Granada.
- Ruta de al-Mutamid: ruta por la costa: Lisboa–Setúbal–Alcácer do Sal–Aljezur–Sagres–Lagos–Silves–Albufeira–Paderne–Loulé–Faro–Tavira–Vila Real de Santo António–Ayamonte–Lepe–Huelva–La Rábida–Palos de la Frontera–Moguer–Niebla–La Palma del Condado–Sanlúcar la Mayor– Sevilla; ruta por el interior: Lisboa–Vendas Novas–Montemor o Novo –Évora–Beja–Mértola–Aroche–Cortegana–Almonaster la Real–Aracena–Tocina–Santiponce–Sevilla.[7]
- Ruta de los omeyas: Algeciras–Medina Sidonia–Sevilla–Carmona–Écija–Córdoba–Zuheros–Carcabuey–Priego de Córdoba–Alcalá la Real–Almuñécar-Granada.[8]
- Paseos por Granada.

Fueron consideradas Itinerario Cultural del Consejo de Europa en 1997.

## Filosofía de la fundación
Los objetivos que se plantea esta Fundación están centrados en la revalorización y difusión de la civilización hispano-musulmana a través de sus manifestaciones artístico-culturales y las relaciones histórica y sociales con el mundo árabe, el entorno mediterráneo e Iberoamérica.

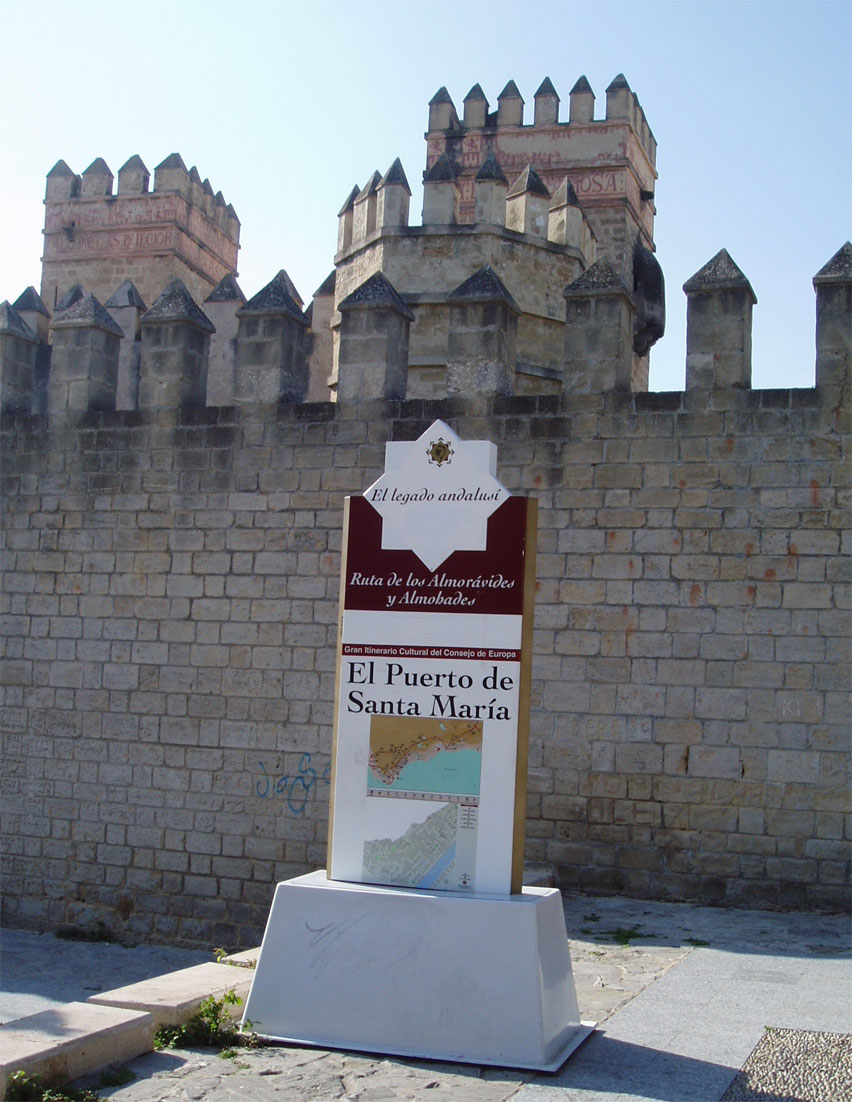
Panel de la Ruta de los Almorávides y Almohades junto al Castillo de San Marcos de El Puerto de Santa María, un antiguo ribat andalusí.

Estos propósitos se llevan a cabo a través de acciones que están enfocadas hacia la difusión del papel histórico que España y Andalucía han jugado como puente cultural entre Oriente y Occidente e Iberoamérica, gracias a una historia común compartida que puede contribuir al conocimiento de otras culturas, y ayudar a conseguir un mundo más humano y solidario, programa que se lleva a cabo bajo el epígrafe de "Itinerarios Culturales". Pretende también que este legado sea compartido por los diferentes países que incluye, lo hagan suyo y sirva para conocernos mejor, incorporando a nuestro "acervo cultural" el pasado común, en la seguridad que la recuperación de la memoria colectiva ha de beneficiarnos mutuamente. 
Las acciones en las que trabaja para la consecución de estos objetos contemplan el impulso del turismo cultural y rural, las artes tradicionales y la protección y restauración del vasto patrimonio cultural y artístico, así como la recopilación de los elementos más representativos de la civilización andalusí: su historia, personajes, sus artes tradicionales, y todos aquellos elementos presentes en esta herencia viva.

## Objetivos
- Dar a conocer la civilización hispano-musulmana, sus manifestaciones artísticas, sus monumentos y las relaciones históricas de España y Andalucía con el mundo árabe y magrebí.

- Conocer las distintas aportaciones culturales y tratar de integrarlas al igual que los pueblos que han conformado nuestra historia.

- Difundir el papel que España y Andalucía han jugado en la historia como puente cultural entre Oriente y Occidente y sus relaciones como los países del Mediterráneo e Iberoamérica.
- Fortalecer los vínculos con todos estos países partiendo de nuestra común historia.
- Impulsar el turismo cultural y rural, las artes y oficios tradicionales y la artesanía.
- Proteger y restaurar el patrimonio monumental y artístico.
- Contribuir a la defensa de la arquitectura rural, fomentando la limpieza y el mantenimiento de los pueblos y sus caminos, la decoración interior y el uso de materiales trabajados tradicionalmente.
- Edición de publicaciones tanto de carácter científico como divulgativo y didáctico relacionadas con al-Ándalus.
- Pretende también que este vasto legado sea compartido por los diferentes países que incluye, lo hagan suyo y sirva para conocernos mejor, incorporando a nuestro acervo cultural" el pasado común en la seguridad que la recuperación de la memoria colectiva produzca un beneficio mutuo.
- Contribuir a que esta historia y patrimonio común sirvan para mejorar nuestra percepción del otro y establecer toda una serie de relaciones que puedan contribuir a conseguir un mundo más humano y solidario.
- La recuperación de la civilización de al-Ándalus y la divulgación de su legado cultural, parte integrante de nuestras señas de identidad.

- Rehabilitación de edificios emblemáticos de arquitectura andalusí como la rehabilitación de casas moriscas en Granada en colaboración con World Monuments Fund.

- Creación de una red de itinerarios culturales que vertebran la cooperación y el diálogo entre las partes implicadas; un verdadero encuentro en el que se cuenta tanto con los ámbitos nacionales e internacionales como con la sociedad civil para difundir un patrimonio e historia comunes que contribuyen a establecer lazos de unión y solidaridad ente los pueblos: las acciones que ha llevado a cabo la Fundación El legado andalusí están basadas en la cooperación cultural, a través del intercambio entre los países miembros de estos itinerarios. Los Itinerarios Culturales de El legado andalusí están basados en las relaciones históricas, sociales y culturales de al-Ándalus con el mundo árabe, países mediterráneos e Iberoamérica.

- Catalogación del patrimonio arquitectónico de época andalusí. La aportación de El legado andalusí en este campo se concreta en diferentes estudios y publicaciones. El libro Itinerario Cultural de Almorávides y Almohades. Magreb y península ibérica (2003) analiza, a través de diversos recorridos, el imperio fuerte y poderoso que constituyeron las grandes dinastías almorávide y almohade a lo largo de los siglos XI, XII y XIII que se extendieron por el Senegal, Mauritania, Malí, el Magreb, la península ibérica, hasta la desembocadura del Ebro y el Mediterráneo Oriental, dando lugar a unos de los más brillantes periodos de la historia. La profunda relación entre ambas orillas, produjo una simbiosis y un fuerte mestizaje de pueblos y culturas, cuyas huellas continúan actualmente vivas.[11]

## Publicaciones
La obra La arquitectura del Islam occidental abarca una serie de artículos de investigación sobre la arquitectura del Islam en al-Ándalus y el Magreb. Hay que subrayar igualmente el libro Arquitectura de al-Ándalus: Almería, Granada, Jaén y Málaga que se trata de un profundo estudio acompañado de una catalogación de monumentos andalusíes conservados en Andalucía oriental publicado por El legado andalusí en coedición. En lo que se refiere a estudios sobre época del Reino Nazarí, es de destacar Historia del Reino de Granada, obra dividida en tres tomos realizada en coedición con la Universidad de Granada y que cuenta con la colaboración de más de 54 especialistas en este campo e Historia y cultura de la Granada nazarí de Rachel Arié, también realizada en coedición con la Universidad de Granada. Sus contenidos evocan aspectos políticos, y sociales: las actividades bélicas del reino de Granada frente a la Corona de Castilla o el papel de sus habitantes judíos en la tierra del Islam después de su expulsión en 1492. Otros estudios se adentran en el ambiente religiosos y la rica historia intelectual del reino, sin dejar de lado todo los contactos culturales que Granada mantuvo con la España cristiana y el Oriente musulmán. El emblema de aquella sociedad islámica, la Alhambra, no podía quedar postergado y, así, uno de los trabajos está dedicado a la visión de este espléndido conjunto monumental en algunas obras románticas.  
Teniendo en cuenta la dimensión de las aportaciones científicas de época de al-Ándalus, se ha trabajado en las siguientes obras: Al-Ándalus. El legado científico, un estudio sobre las contribuciones andalusíes al mundo científico; La medicina en al-Ándalus, libro indispensable para acercarse a aspectos tradicionalmente desconocidos de la medicina andalusí; La medicina árabe en España, edición facsímil de un relato sobre las figuras médicas árabes que destacaron desde el siglo VIII hasta el XV; Libro de agricultura, edición facsímil del tratado agrícola basado en la propia experiencia de Ibn Bassal; Biografías de matemáticos árabes que florecieron en España, edición facsímil de comentarios sobre 191 nombres que destacaron en esta ciencia y, por último, El agua que no duerme, fundamentos de la arqueología hidráulica andalusí.

### Esplendor y fragilidad de al-Ándalus
También hay que reseñar que, en este sentido, la obra Esplendor y fragilidad de al-Ándalus de Pierre Guichard, profesor emérito de la Universidad Lumière II de Lyon (Francia), en la que realiza un recorrido a lo largo de la toda la historia de al-Ándalus, desde la ocupación árabo-bereber de la península ibérica hasta la caída del Reino de Granada. Este libro ha sido publicado por la Fundación El legado andalusí en español, inglés, francés y árabe y su objetivo es mostrar al lector la evolución de los principales acontecimientos en este recorrido del mundo islámico durante ocho siglos de esplendor y contrastes, analizando aspectos políticos, religiosos, culturales, artísticos económicos y sociales. El libro Arquitectura en al-Ándalus. Documentos del siglo XXI también constituye una significativa aportación; se trata de un catálogo de los principales monumentos andalusíes que recoge hasta un total de cien. Se trata, en definitiva, de una obra de gran rigor científico que pone de manifiesto la riqueza arquitectónica del patrimonio andalusí.  

### Mudéjares
En lo referente a los ejemplos artísticos de época mudéjar, la aportación de El legado andalusí a lo largo de estos años se centra en la publicación de diferentes obras: El Mudéjar iberoamericano: Del Islam al Nuevo Mundo, Andalucía en América, el legado de ultramar, Síntesis de culturas. Mudéjar: Itinerario cultural del mudéjar en México. Este último, es un libro encaminado a analizar la arquitectura mudéjar, su proyección artística y su legado que aún perdura en el territorio de México. Sus autores hacen un estudio del movimiento artístico del mudéjar en España, las culturas que influyen en él, así como su llegada al Nuevo Mundo y su enriquecimiento y asentamiento en tierras mexicanas. La obra propone tres rutas que conforman el Itinerario Cultural del Mudéjar en México: De Veracruz a Oaxaca, De México a Michoacán y Del Yucatán a Chiapas a lo largo de las cuales se hace un análisis de este movimiento artístico y se describen los lugares y monumentos más emblemáticos. Por otra parte, el libro Mudéjar hispano y americano. Itinerarios culturales mexicanos sigue las huellas del mestizaje cultural español que llegó a América para establecerse y dar origen a su vez a nuevos mestizajes en el Nuevo Mundo. Este arte dio origen a la postre a una estética aglutinadora que se fundió con influencias europeas para generar propuestas formales alternativas, pero también cercanas a los modos hispánicos. Se trata de un valioso compendio de artículos firmados por especialistas en la materia que abordan desde la arquitectura mudéjar en los antiguos reinos de Castilla, León y Toledo hasta las más relevantes manifestaciones de este estilo en Andalucía e Iberoamérica.

## Exposiciones

### El esplendor de los Omeyas Cordobeses
Respecto al legado histórico y monumental de época omeya, cabe destacar entre los trabajo realizados la exposición "El esplendor de los Omeyas Cordobeses" en la ciudad califal de Medina Azahara, en 2001 en Córdoba, que fue inaugurado por los monarcas Juan Carlos I y Sofía de Grecia. La publicación de los catálogos de esta muestra incluían estudios y piezas, así como el libro Las Andalucías: De Damasco a Córdoba que pretende dar a conocer la relación entre Oriente y Occidente y entre Europa y la civilización hispano-musulmana y la obra Qusayr 'Amra. Residencia y baños omeyas en el desierto de Jordania que describe el marco geográfico e histórico, así como la arquitectura y la decoración pictórica del conjunto omeya de Qusayr 'Amra.

### Ibn Jaldún. El Mediterráneo en el siglo XIV. Auge y declive de los imperios
En cuanto a la época del pensador Ibn Jaldún, El legado andalusí ha organizado la exposición "Ibn Jaldún. El Mediterráneo en el siglo XIV. Auge y declive de los imperios" en el Real Alcázar de Sevilla entre el 19 de mayo y el 30 de septiembre de 2006, inaugurada por los monarcas Juan Carlos I y Sofía de Grecia y una amplia representación política e institucional a nivel internacional.
Posteriormente, se inauguraron "Ibn Jaldún. El Mediterráneo en el siglo XIV" en la sede de la Biblioteca Nacional de Túnez entre noviembre de 2006 y marzo de 2007); "Encounter of civilizations: Ibn Khaldun" en la sede de la ONU en Nueva York, entre el 18 de diciembre de 2006 y el 17 de enero de 2007, inaugurada por el entonces secretario general de la Naciones Unidas, Kofi Annan y el entonces presidente del Gobierno español José Luís Rodríguez Zapatero; "Ibn Jaldún. Entre Argelia y Marruecos" en el Palacio de la Cultura Moufdi Zakaria de Argel entre el 13 de marzo y el 31 de mayo de 2007, inaugurada por los reyes españoles y el presidente de Argelia y, por último, "Ibn Jaldún. Entre al-Ándalus y Egipto" en el Palacio del Emir Taz de El Cairo, entre el 6 de febrero y el 25 de marzo de 2008, también inaugurada por los reyes de España. 
En este contexto, se publicaron los catálogos de estudios y piezas de la exposición organizada en el Real Alcázar de Sevilla, la revista de estudios sobre Ibn Jaldún y su época, la península ibérica y el entorno mediterráneo bajo el título: Ibn Jaldún. El Mediterráneo en el siglo XIV: Auge y declive de los imperios. La península ibérica. El entorno mediterráneo y las publicaciones realizadas para la itinerancia de la muestra en Nueva York, Encounter of civilizations: Ibn Khaldun; Túnez Ibn Khaldun: La Méditerranée au XIV siècle; Argelia, Ibn Jaldún. Entre al-Ándalus y Argelia" y Egipto Ibn Jaldún. Entre al-Ándalus y Egipto.